# 브롬톤 자전거
브롬톤 자전거(영어: Brompton Bicycle 브럼프턴 바이시클[*])는 영국 브렌트퍼드에 본사를 둔 접이식 자전거 제조사이다.
회사는 1976년 6월 3일에 설립되었다. 앤드루 리치의 영국 교통난에 대한 고민에서 접이식 자전거의 개발로 이어졌다. '마크 원'의 판매로 본격적인 생산을 시작하였다.
자전거를 내놓은 1980년대, 기존의 접는 자전거보다 접히는 성능이 뛰어났다. 이후 10년 만에 매출 8배 급증하였고, 30여 년이 지난 현재까지 접이식 자전거 분야에서 명성을 이어오고 있다.

## 사진

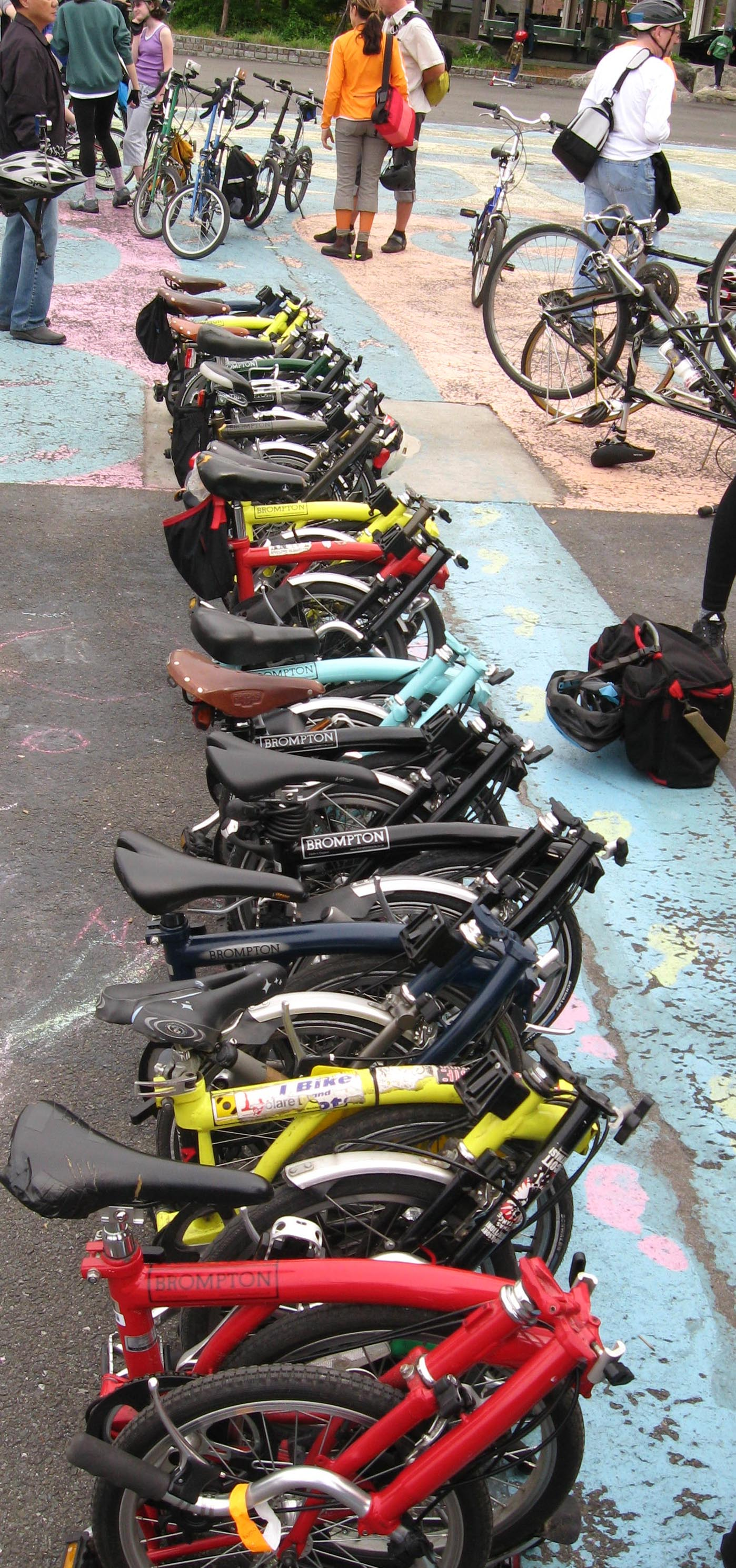
접혀진 여러 색상의 브롬톤 자전거 대열
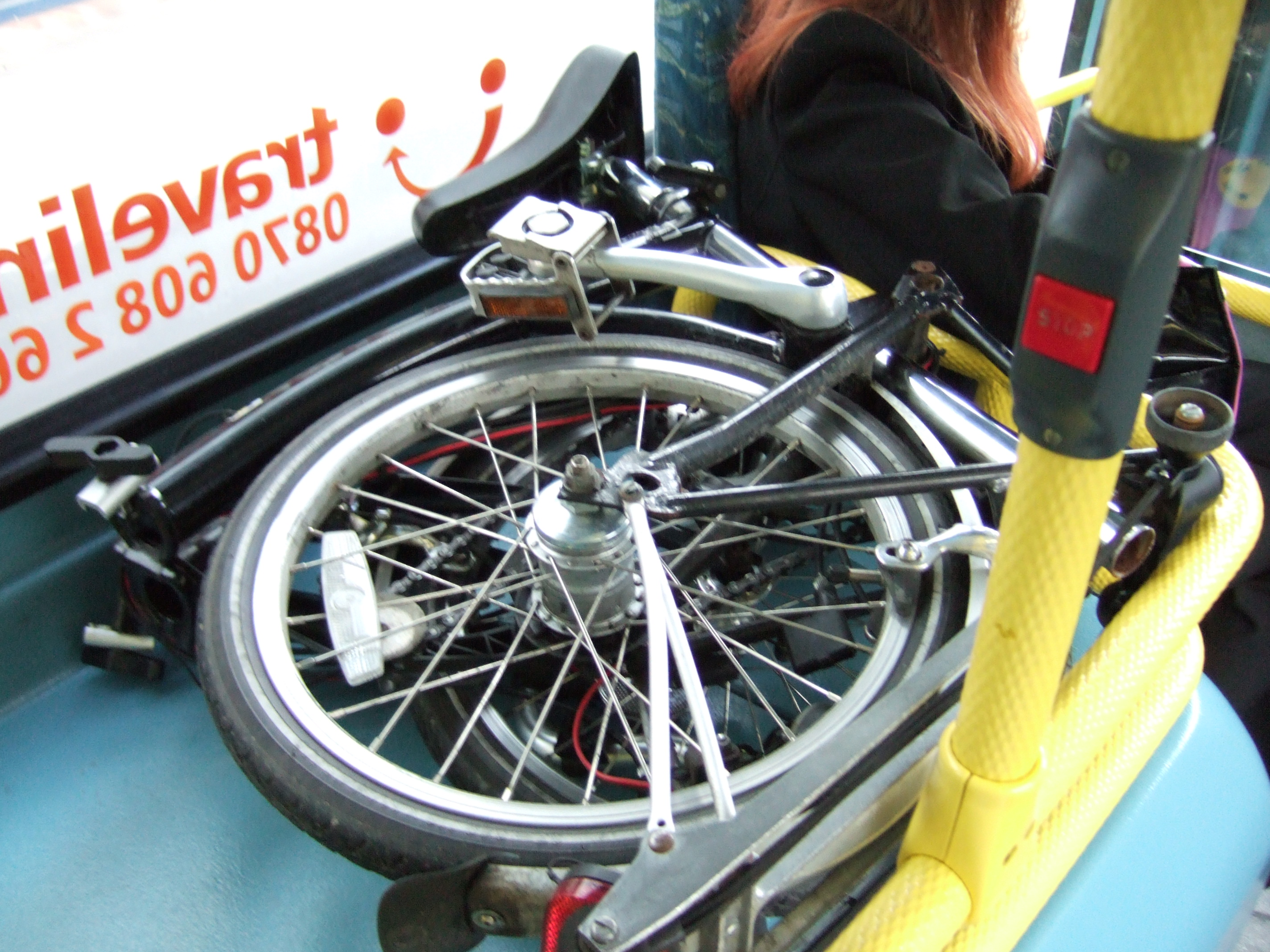
버스 안에서 접혀진 브롬톤 자전거